# 五条猫塚古墳
五条猫塚古墳（ごじょうねこづかこふん）は奈良県五條市西河内町に所在する古墳（方墳）で、奈良県指定の史跡である。五條猫塚古墳と表記されることもある。蒙古鉢形眉庇付冑を始めとする様々な特色ある遺物が出土していることで知られている。

## 概要
五条猫塚古墳は五條市近内集落の南約500メートルにある狭い谷間に点在する近内古墳群のうちの1基である。周囲には猫塚古墳と同じような方墳が数多く存在する。墳丘の規模は1辺27メートル、高さは約5メートルである。1955年（昭和30年）頃、墳丘が開墾され、その際、多くの遺物が掘り出された。たまたま、関西を訪れ、網干善教（当時、橿原考古学研究所所員）の案内で、現地付近を視察していた後藤守一はこれらの遺物を見聞して、その驚きを当時、橿原考古学研究所の所長であった末永雅雄に手紙によって知らせている。知らせを受けた末永は古墳の墳丘は開墾によって半壊状態であったが、調査の必要を認め、網干を調査担当者とし、発掘調査を実施している。

### 発掘調査の成果と出土遺物
墳丘表面には埴輪がめぐっており、斜面には拳大の葺石が敷き詰められていたのが明らかにされている。墳丘中央には全長5.17メートルの竪穴式石室があった。石室内には埴製の枕がほぼ中央にあり、被葬者は西北位に頭部を向けて葬られたようである。被葬者の周りは甲冑、帯金具、刀剣、鉾などの武器を中心として、多数の副葬品でつまっていた。3点出土した眉庇付冑の1つは「蒙古鉢形」と呼ばれるもので金銅製である。蒙古鉢形とは蒙古（モンゴル）付近の冑と形式的に類似し、関連性があるのではないかと考えられ、名付けられたものである。他の2点の冑も金銅製で金銅と鉄を組みあわせ、前後左右に金銅を張る「四方白」と呼ばれる形式とものである。このようなきらびやかな冑は日本では数例しか出土していないという。さらに金銅製透彫銙帯金具は現代の革ベルトの表面を飾るものと考えてよく、透彫には竜紋と三葉文があるが、類例が少なく文様の構成から大陸との関係が深いものであろうといわれている。他に特徴的な副葬品としては鍛工具類がある。それらはヤットコ、金鎚、タガネ、カナトコ、砥石等があり、全国でも出土例が非常に少ないものである。渡来系工人との関係なども窺われる資料である。

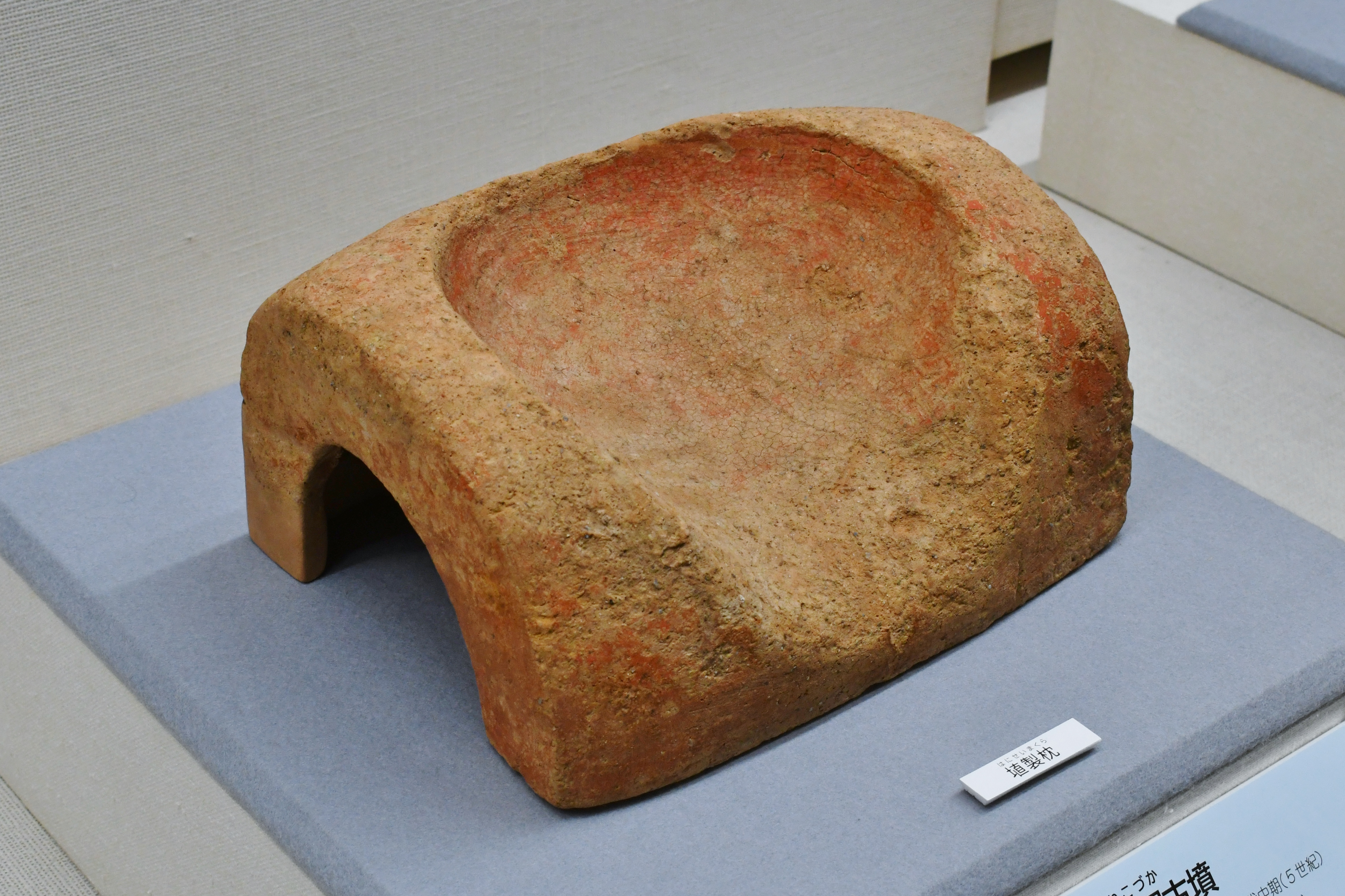
埴製枕 大阪府立近つ飛鳥博物館企画展示時に撮影。

- 埴製枕
大阪府立近つ飛鳥博物館企画展示時に撮影。

## 古墳の立地する地域
このように古墳の規模はそれほど目立ったものではないにもかかわらず、遺物は海外との交流を明確に物語っている。しかも古墳のある場所は大和と紀ノ川を仲立ちにして紀州・大陸との交流が考えられることが指摘されている。なお、本古墳出土の蒙古鉢形眉庇付冑は現在、奈良国立博物館に収蔵されている。奈良国立博物館では研究班を組織して、出土遺物を中心に再検討を行い2005年（平成17年）に報告書を刊行した。